# Нападение срещу „Шарли Ебдо“
На 7 януари 2015 г. в Париж група терористи извършват нападение срещу редакцията на френския сатиричен седмичник „Шарли Ебдо“ (на френски: Charlie Hebdo).
Около 11:30 централноевропейско време на 7 януари 2015 г. двама маскирани, въоръжени с автомати „Kалашников“, пушка и противотанков гранатомет, нападат седалището на френския сатиричен вестник „Шарли Ебдо“ в Париж. Откриват огън и убиват редактора Стефан „Шарб“ Шарбоние, девет служители на вестника, двама френски полицаи и раняват 11 други, преди да избягат с автомобил „Ситроен“.
Шарли Ебдо е привлякло световното внимание с многократните публикации на карикатури на Мохамед, основателя на Ислямската религия. Според тази религия самото изобразяване на Мохамед е грях. Терористите произвеждат около 50 изстрела с възгласи „Аллах Акбар“ („Бог е велик“ на арабски).
По време на издирването на двамата заподозрени полицията задържа няколко души. Трети заподозрян се предава. Терористите са описани от полицията като „въоръжени и опасни“. Нивото на обществена опасност в Ил дьо Франс и Пикардия е повишено на най-високо. На 9 януари полицията проследява нападателите до индустриален обект в Дамартен ан Гоел, където те взимат заложник.
Друг въоръжен взима заложници в супермаркет за кашерни храни близо до Порт дьо Венсен. Елитните контратерористични специални подразделения на Националната жандармерия (GIGN) и на Националната полиция (RAID), подкрепени от отряда за интервенция на Префектурата на полицията на Париж (BRI) и отряда за бързо реагиране на Националната полиция GIPN Lille (прехвърлен по тревога от Лил) провеждат едновременни операции в Дамартен и Порт дьо Венсен. Трима терористи са убити. Няколко заложници са убити или ранени. Президентът Франсоа Оланд потвърждава, че четирима заложници са убити в супермаркета Венсен. Прокурорът заявява, че са убити преди полицейската намеса. Друг заподозрян все още е на свобода.
Общо 17 души са убити на четири места между 7 и 9 януари, плюс тримата заподозрени. Поне 21 са ранени, някои критично. Това е най-смъртоносното терористично нападение във Франция от 1961 година, когато 28 души загиват при влаков бомбен атентат, извършен от „Организацията на тайната армия“ във връзка с войната в Алжир.
Останалите служители на Шарли Ебдо обявяват, че изданието ще продължи да излиза, с план за 1 милион броя за следващата седмица, вместо обичайните 60 000. „Броят на оцелелите“ на Шарли Ебдо ще се продава и извън Франция.
На 11 януари 2015 г., в центъра на Париж, в присъствието на 40 световни лидери се провежда масова демонстрация на национално единство в памет на 17-те жертви. Различните средства за масова информация оценяват включилите се в марша от 1,2 до 1,6 милиона. Общо 3,7 милиона души се присъединяват в цялата страна към най-големите демонстрации в историята на Франция, наречени републикански маршове. Фразата Je suis Charlie (на френски: Je suis Charlie – Аз съм Шарли) става световен знак за солидарност срещу атаките.
Текущият брой на вестника в деня на атентата съдържа карикатура на Мишел Уелбек на първа страница с надпис „Предсказанията на магьосника Уелбек“ и материали, посветени на романа му „Подчинение“, описващ Франция през 2022 г., управлявана от мюсюлманска партия, което може да се разглежда като зловеща ирония. При атентата загива личен приятел на Уелбек – Бернар Марис.